# Dauphin à long bec
Stenella longirostris
Espèce
Statut de conservation UICN

 LC  : Préoccupation mineure
Statut CITES
Le Dauphin à long bec ou dauphin longirostre (Stenella longirostris) est une espèce de mammifères odontocètes de la famille des Delphinidés (cette famille inclut les dauphins et les orques).
Ne pas confondre avec le Dauphin commun à long bec (Delphinus capensis).

## Description et répartition
Le dauphin à long bec mesure entre 130 et 200 cm. Il pèse 45-75 kg. Il a une espérance de vie de près de 23 ans.

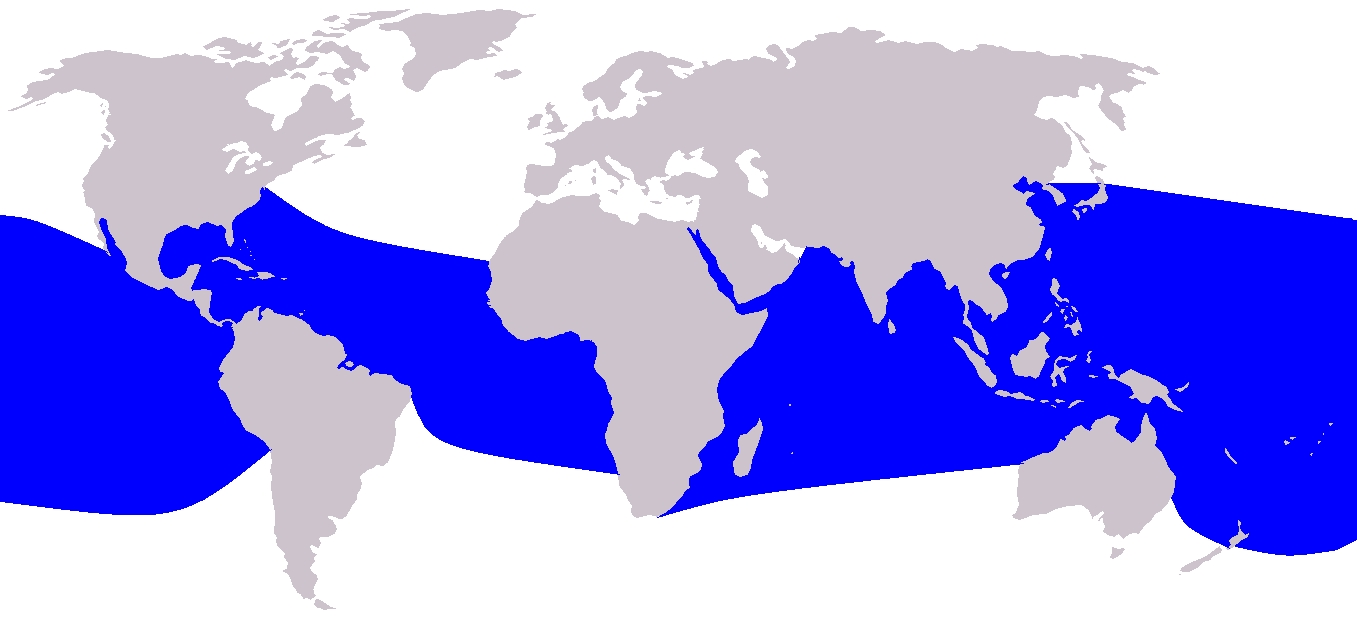
Répartition du dauphin à long bec

Le dauphin à long bec prend des formes plus variées qu'aucun autre membre de sa famille, et peut-être même qu'aucun cétacé.
On en compte au moins 3 sous-espèces, l'une répandue dans le monde entier et les deux autres limitées à l'est de l'Océan Pacifique, ainsi probablement qu'une quatrième naine dans le golfe de Thaïlande.
Ces dauphins ont de 45 à 63 paires de dents acérées à chacune des deux mâchoires. Ils sont noirs ou gris foncé sur le dos, plus pâles sur le ventre, et leurs yeux comme leurs lèvres sont - souvent mais pas toujours - bordés de noir. Ce dauphin est élancé mais musclé, avec un long bec fin, une grande nageoire dorsale triangulaire ou en faucille et des nageoires pectorales et caudale pointues.

## Mode de vie

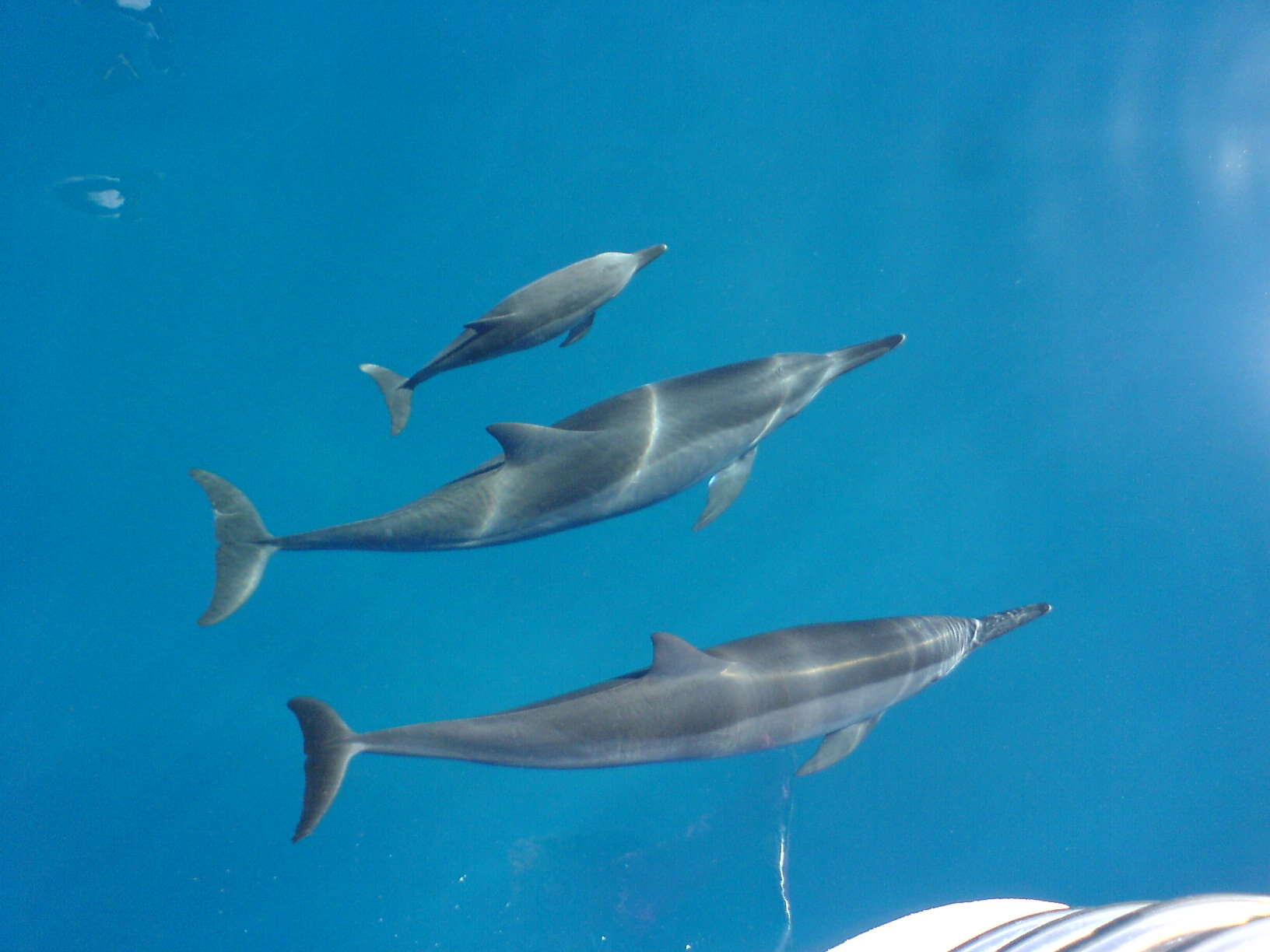
Famille de dauphins longirostres

Les dauphins à long bec se nourrissent de petits poissons pélagiques ainsi que, la nuit, de crustacés et de calmars remontant des grands fonds et nageant à des profondeurs moyennes. Ils s'assemblent en vastes bandes de centaines ou de milliers d'individus auxquels se joignent d'autres cétacés comme des dauphins tachetés pantropicaux et même, sans qu'on comprenne pourquoi, des prédateurs comme des thons. Souvent, les dauphins longirostres tournent plusieurs fois sur eux-mêmes en l'air après avoir bondi hors de l'eau. On ne connaît pas la raison de ce comportement qui est peut-être une manière de parader ou d'attirer un partenaire ou une façon de déloger les parasites.
Les mâles sont matures sexuellement vers 7-10 ans, les femelles vers 4-7 ans. La gestation dure 11 mois et le sevrage intervient au bout d'un ou deux ans.

## Menaces
Le dauphin à long bec est victime des filets de pêche aux thons, des chaluts à crevettes, de la chasse ainsi que d'empoisonnement par accumulation de DDT et de mercure.

## Liste des sous-espèces
Selon World Register of Marine Species (30 janvier 2014) :
- sous-espèce Stenella longirostris centroamericana Perrin, 1990
- sous-espèce Stenella longirostris kunitomoi Nishiwaki, 1957
- sous-espèce Stenella longirostris longirostris (Gray, 1828)
- sous-espèce Stenella longirostris orientalis Perrin, 1990
- sous-espèce Stenella longirostris roseiventris (Perrin, Dolar & Robineau, 1999 Wagner, 1846)

## Galerie d'images et vidéos

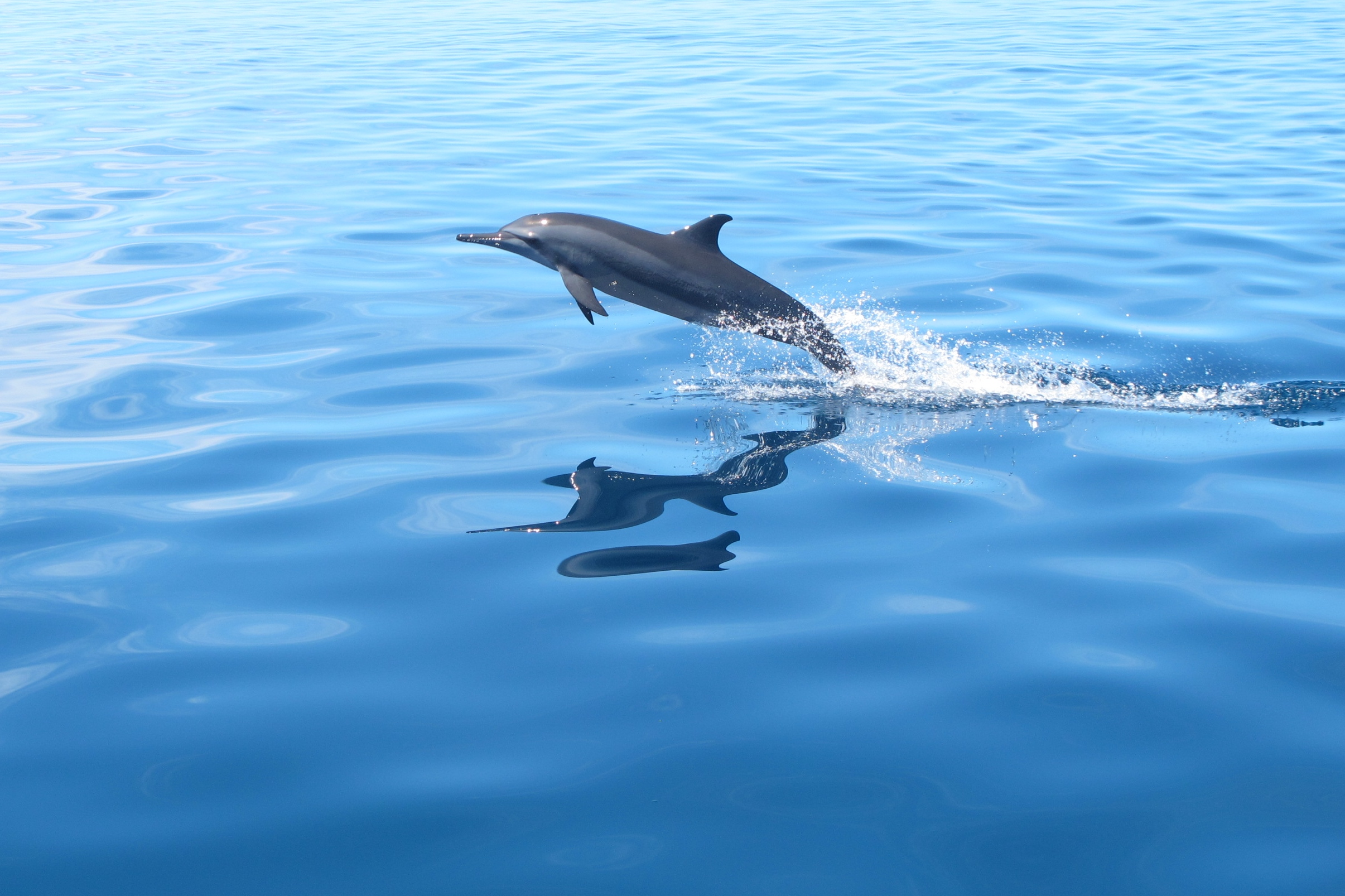
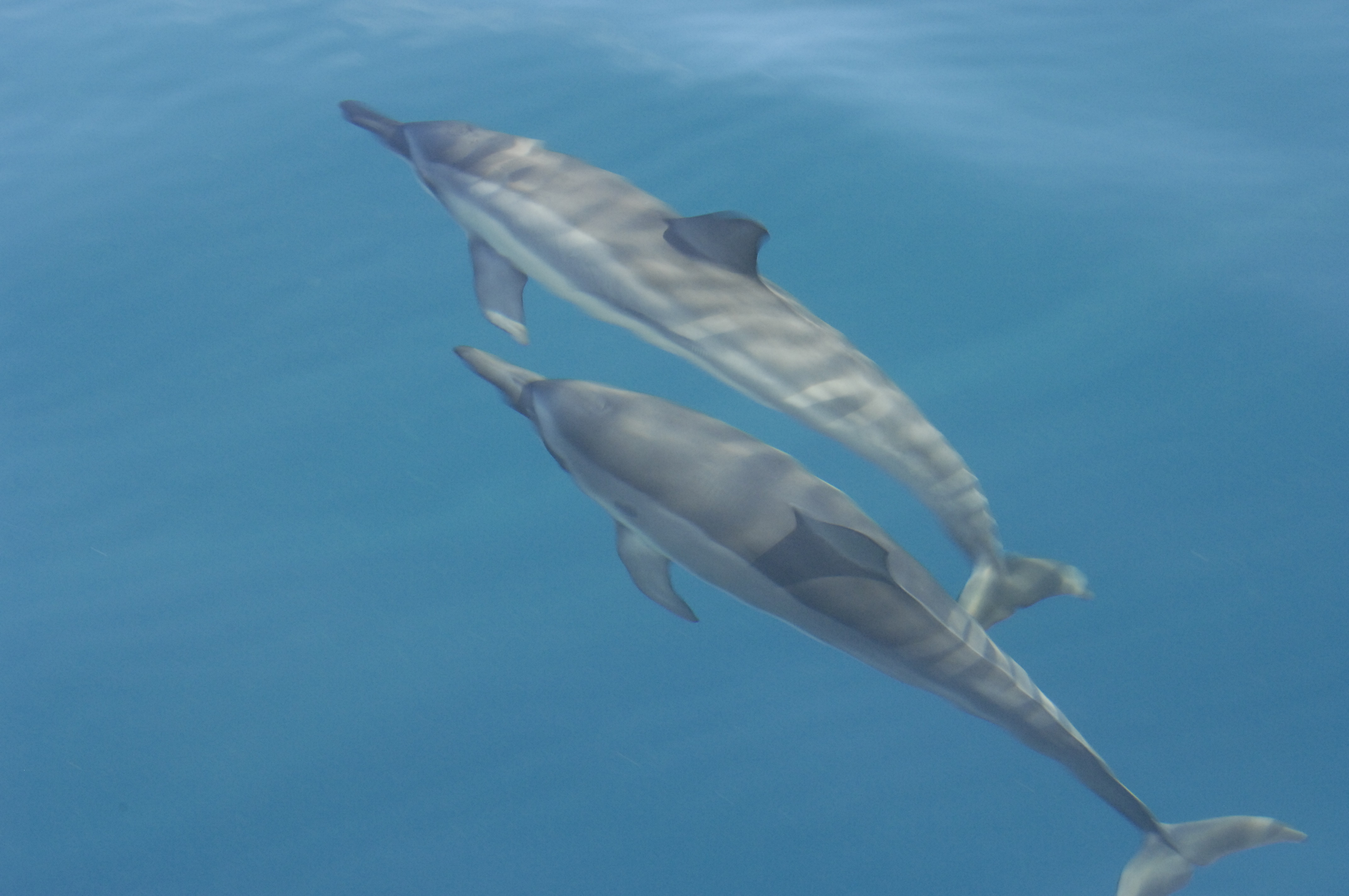
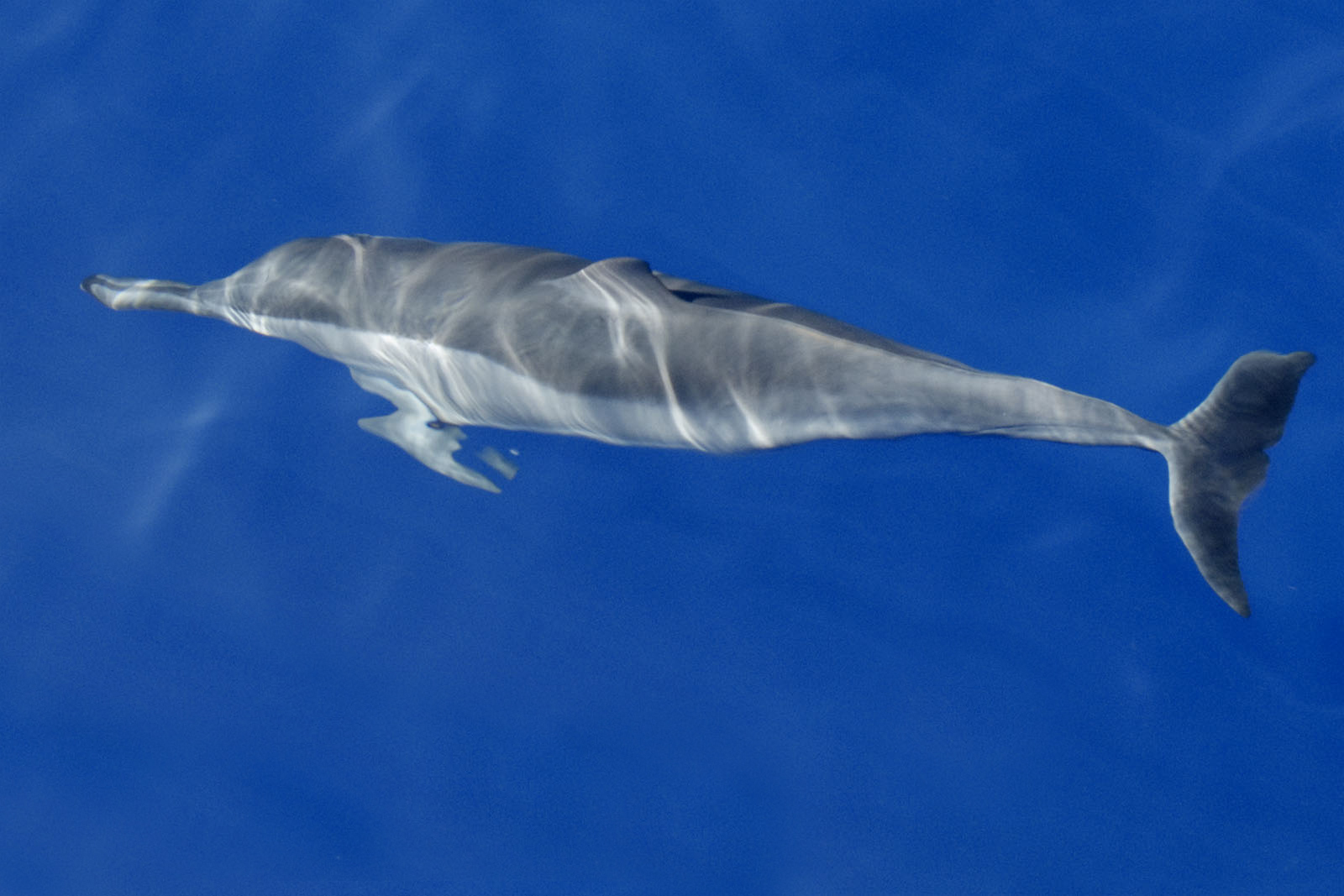
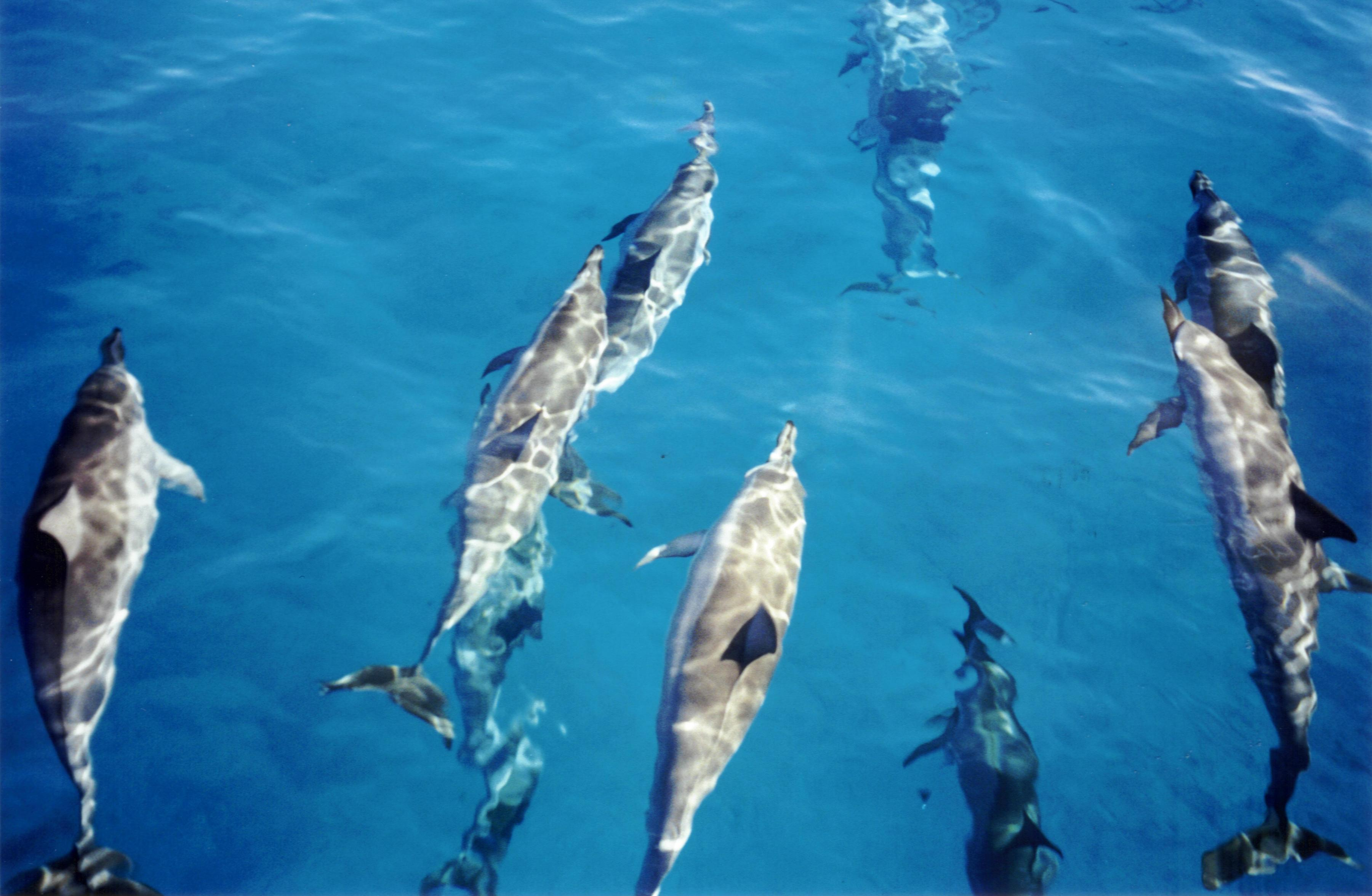
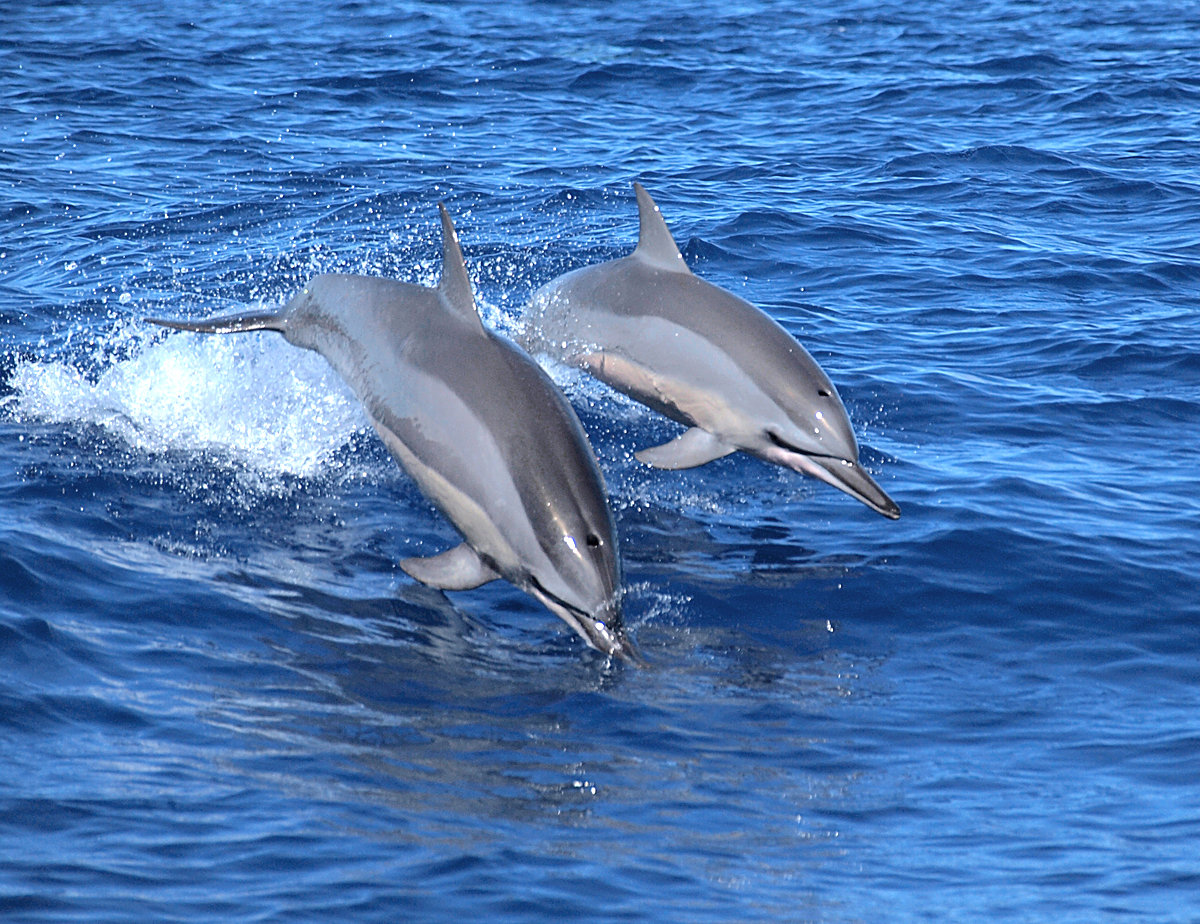